# Mateo 9
Mateo 9 es el noveno capítulo del Evangelio de Mateo en el Nuevo Testamento y continúa la narración sobre el Ministerio de Jesús en Galilea mientras ministra al público, haciendo milagros, y recorriendo todas las ciudades y pueblos de la zona, predicando el Evangelio, y sanando toda enfermedad.  Este capítulo se abre con Jesús de vuelta en "su propia ciudad", es decir, Cafarnaún.

## Texto
El texto original fue escrito en griego koiné. Este capítulo está dividido en 25 versículos.

### Testigos textuales
Algunos manuscritos antiguos que contienen el texto de este capítulo son:
- Codex Vaticanus (325-350 d. C.)
- Codex Sinaiticus (330-360 d. C.; completo)
- Codex Bezae (ca. 400 d. C.)
- Codex Washingtonianus (ca. 400 d. C.)
- Codex Ephraemi Rescriptus (ca. 450 d. C.; completo)
- Minúsculo 828 (Códice 828; siglo XII)

## Estructura

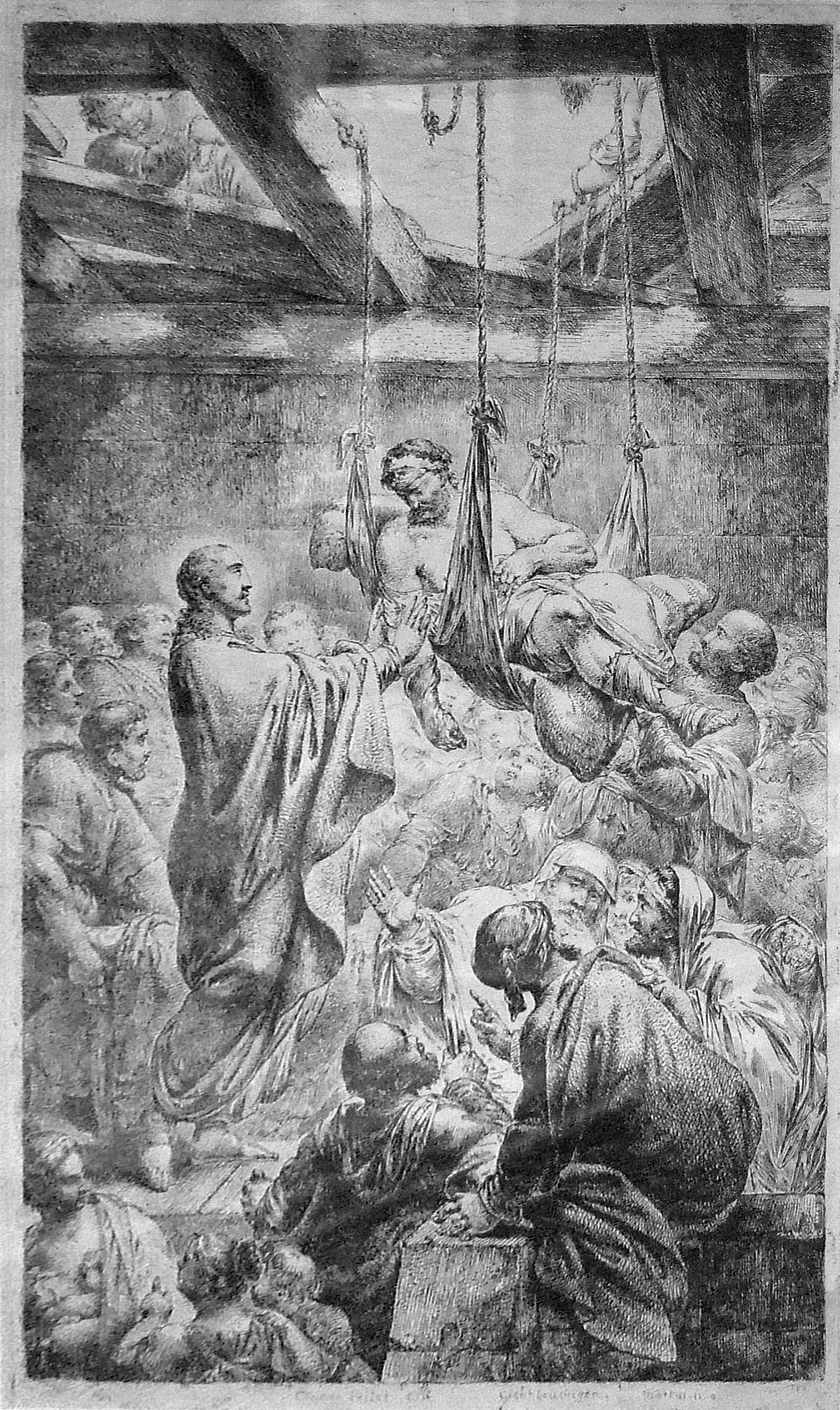
Cristo curando al paralítico en Cafarnaún por Bernhard Rode 1780.

## Milagros

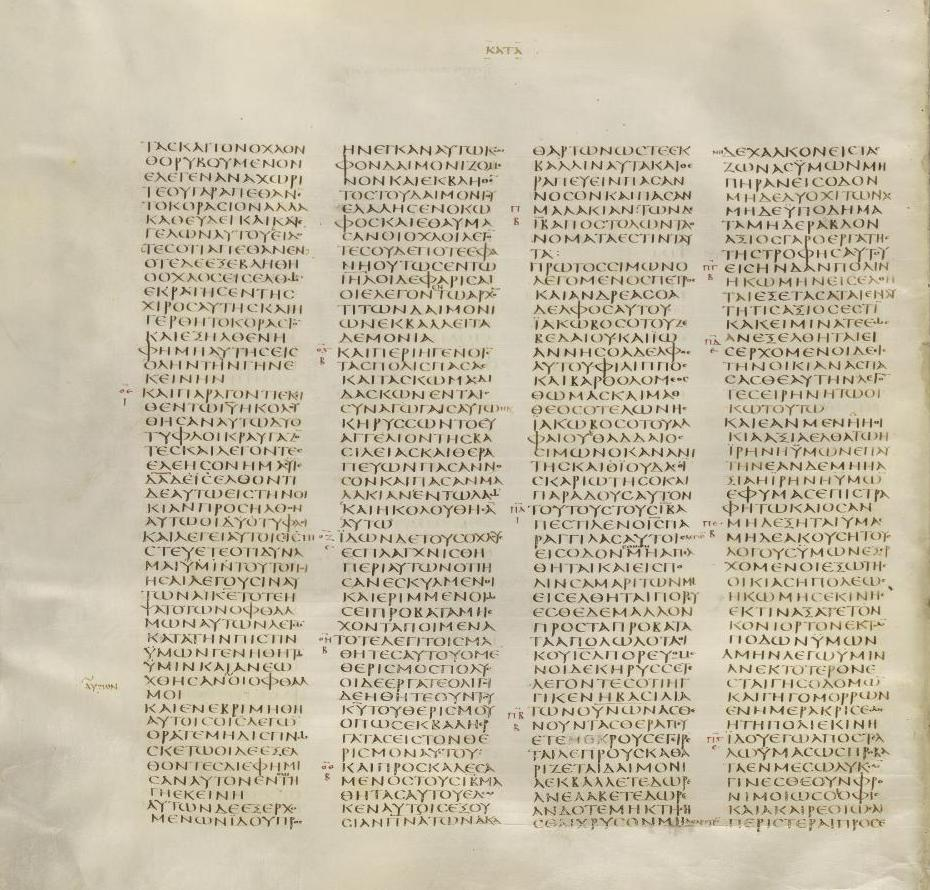
Codex Sinaiticus (AD 330–360), Mateo 9:23-10:17

## La resurrección de la hija de Jairo y la curación de la hemorroísa

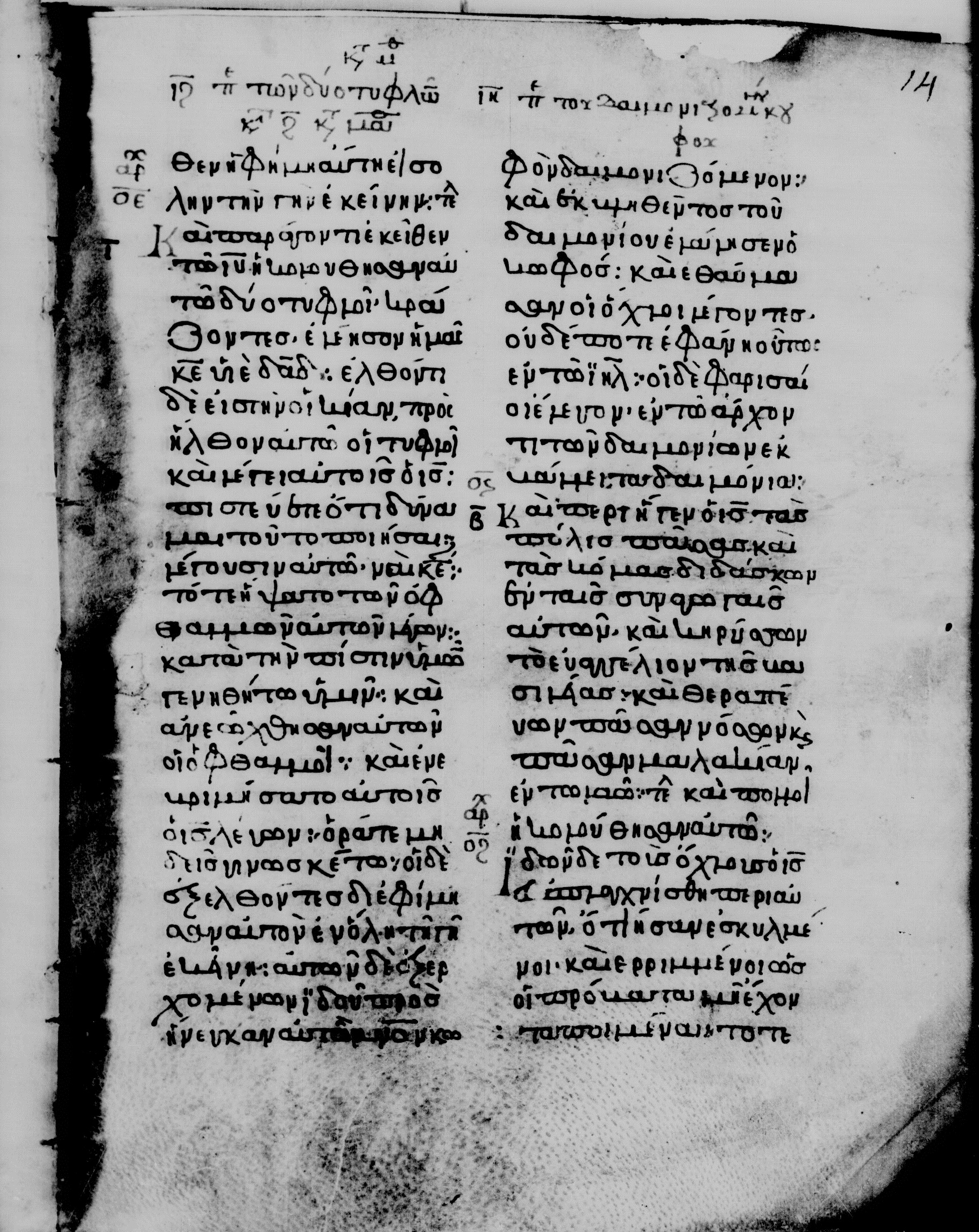
Minúsculo/Codex 828, Mateo 9:26-36